# Inconfidentes
Inconfidentes (antigua Moji-Acima) es un municipio brasilero del estado de Minas Gerais. Su población en 2007 era de 7.253 habitantes.

## Historia
Todo surgió cuando, en 1909, el Gobierno del Estado donó a la Unión 810 hectáreas de tierras, para la creación de una colonia agrícola para extranjeros. Los exploradores, establecidos en los márgenes del río Moji-Guaçu, atraídos por el oro de las Gerais, fueron los primeros habitantes de la región donde se sitúa Inconfidentes. 
El nombre actual fue dado en la primera década del siglo XX, en homenaje a los héroes de la Inconfidencia Minera, con importancia para Alvarenga Peixoto, antiguo propietario de una hacienda en la región. En esta misma época, se inició la construcción de la primera capilla del núcleo. El distrito de Inconfidentes fue creado en 1953 y el municipio se emancipó en 1962, separándose de Oro Fino.

## Geografía
Se localiza a 869 metros de altitud y su clima es tropical de altitud, con una media anual de 18 °C. En el Sur de Minas, el municipio se asenta en un área de 145 kilómetros cuadrados. El Río Moji-Guaçu es el principal curso de agua.

### Carreteras
La principal carretera que corta el municipio es la MG-290. Otra importante carretera es la MG-295.